# ʿUbaid-i Zākānī
ʿUbaid-i Zākānī (geb. 1301 in Kaswin; gest. 1371 wahrscheinlich in Schiras) war ein persischer Dichter und Prosaiker, der insbesondere als Satiriker bekannt ist.

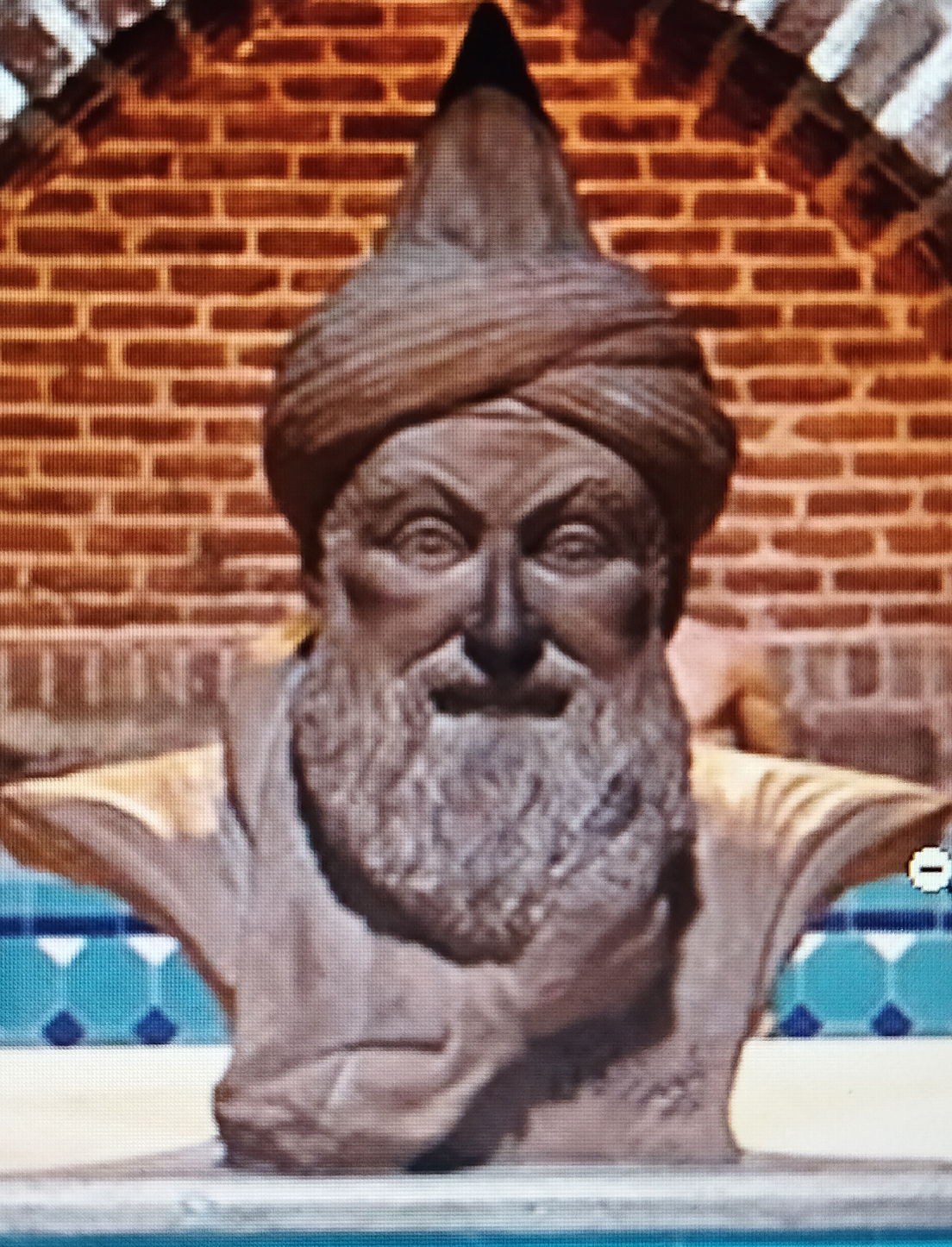
Statue von ʿUbaid-i Zākānī im historischen Qadscharen-Bad von Qazvin

## Leben
Der iranische Schriftsteller wurde in Qazvin geboren und stammt aus der arabischstämmigen Familie der Banū Ḫafāǧa. Er studierte und lebte einen großen Teil seines Lebens in Schiraz, einer Provinzhauptstadt im südlichen Zentraliran. Er war Hofdichter bei diversen Lokalherrschern. Er dichtete Kassiden und Ghaselen, ist doch am meisten für seine Satiren und Parodien bekannt.
Zu Zākānīs bedeutendsten Werken zählen Die Sitten der Vornehmen, Hundert Ratschläge und die Dichtung Katze und Maus.
Zu Zākānīs Zeitgenossen im 14. Jahrhundert zählten Hafis und Jahan Malek Khatun, wobei alle drei von kunstbegeisterten Herrschern in einer Zeit unterstützt wurden, die eher für ihre Gewalt als für ihre kreative Brillanz bekannt war.
Al-Īdschī beispielsweise war Gegenstand zahlreicher witziger Anekdoten des Satirikers.
Dem britischen Orientalisten Edward Granville Browne in seiner Geschichte der persischen Literatur (A Literary History of Persia) zufolge war Zākānī „perhaps the most remarkable parodist and satirical writer produced by Persia“.
Ulrich Marzolph zufolge dienen die Werke des Satirikers bis heute als ergiebige Quelle des iranischen Witzes.

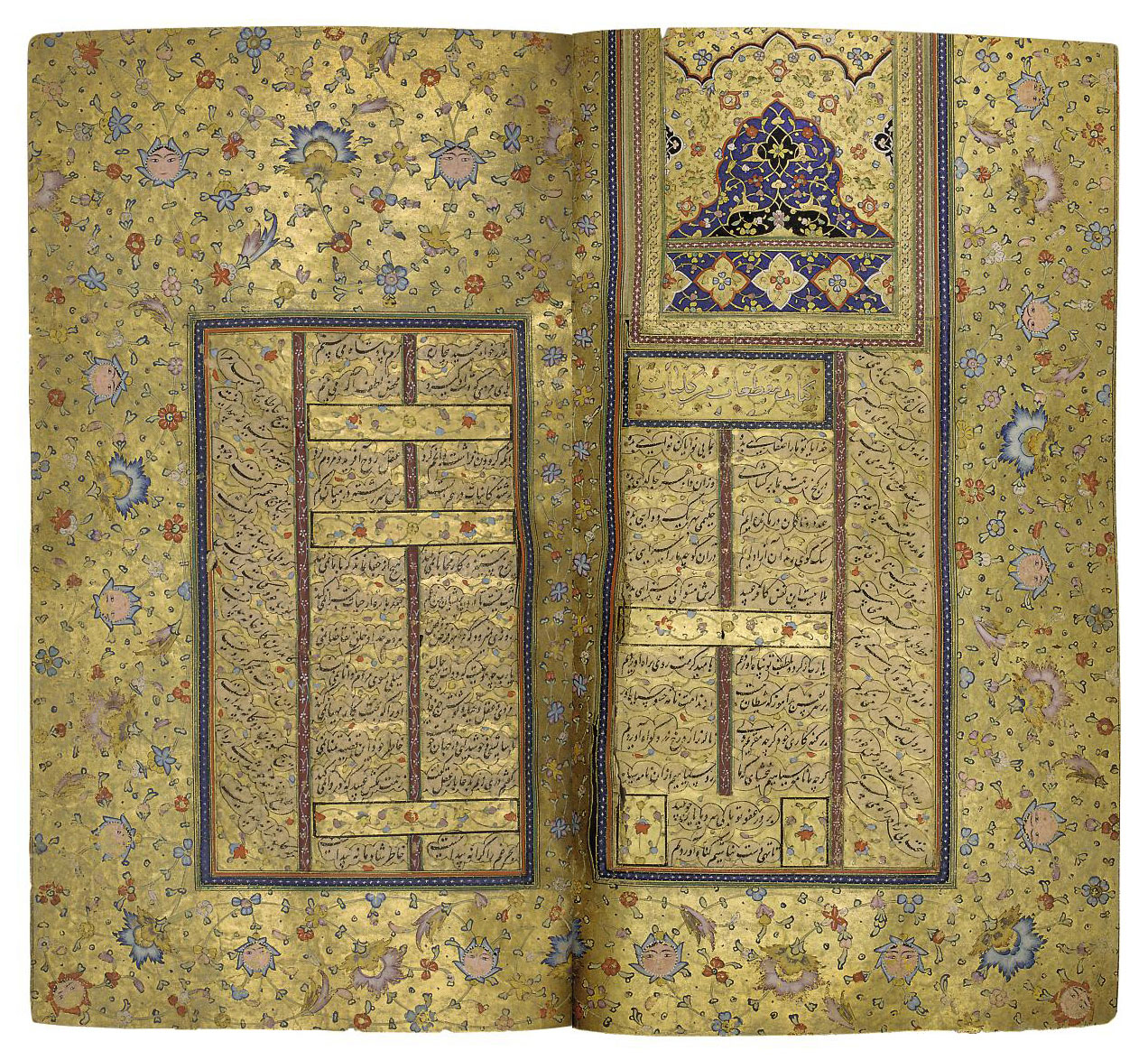

Seine Dichtungen wurden mit den folgenden Worten gepriesen:

„Le nom d’Obeyd ne disparaîtra pas de la mémoire des sages 
Car ses propos seront son monument.“

Deutsche Übersetzung:
ʿUbaids Name wird aus dem Gedächtnis der Weisen nicht verschwinden, 

Denn seine Worte werden sein Denkmal sein.

## Werke (Auswahl)
- Aẖlāq al-ašrāf (dt. Übers. unter dem Titel Die Sitten der Vornehmen, 2009)
- Mūš u gurba (Maus und Katze)
- Resāle-ye delgošā (Herzerfreuendes Sendschreiben)
- Risāla-yi Ṣad pand (Hundert Ratschläge)
- Risāla-yi Taʿrīfāt (Definitionen); Anhang: Taʿrīfāt-i Mullā Dupiāza (Die Definitionen von Mullah Dupiāza)